# Via Severiana
Виа Севериана (на латински: Via Severiana) е древен римски път от Лацио и Кампания по брега на морето, който свързвал пристанището на Рим Portus Romae в Остия с Терачина. Дълъг е 80 римски мили (около 118 км) и е построен по времето на император Септимий Север (198 г.).
Остатъци от Виа Севериана се намират днес в парка на двореца-крепост Фузано (Castel Fusano), чифлик на фамилията Орсини, в днешен южен Рим.
Квинт Хортензий и Плиний Млади имали вили на този път.